# Blutrotes Knabenkraut
Das Blutrote Knabenkraut (Dactylorhiza cruenta) gehört zur Gattung der Knabenkräuter (Dactylorhiza) in der Familie der Orchideen. Es wird oft als Unterart des Fleischfarbenen Knabenkrauts als (syn. Dactylorhiza incarnata subsp. cruenta) angesehen. Wesentlicher Unterschied zu diesem sind die vielen ineinander fließenden Flecken auf der Ober- und Unterseite der Laub- und Hochblätter des Blutroten Knabenkrautes. Es handelt sich um eine ausdauernde, krautig wachsende Pflanze, deren blühende Individuen Wuchshöhen zwischen 15 und 40 Zentimetern erreichen. Anders als der Name vermuten lässt, sind die Blüten rosa bis violett gefärbt, nicht jedoch blutrot.
Die Chromosomenzahl beträgt 2n = 40.

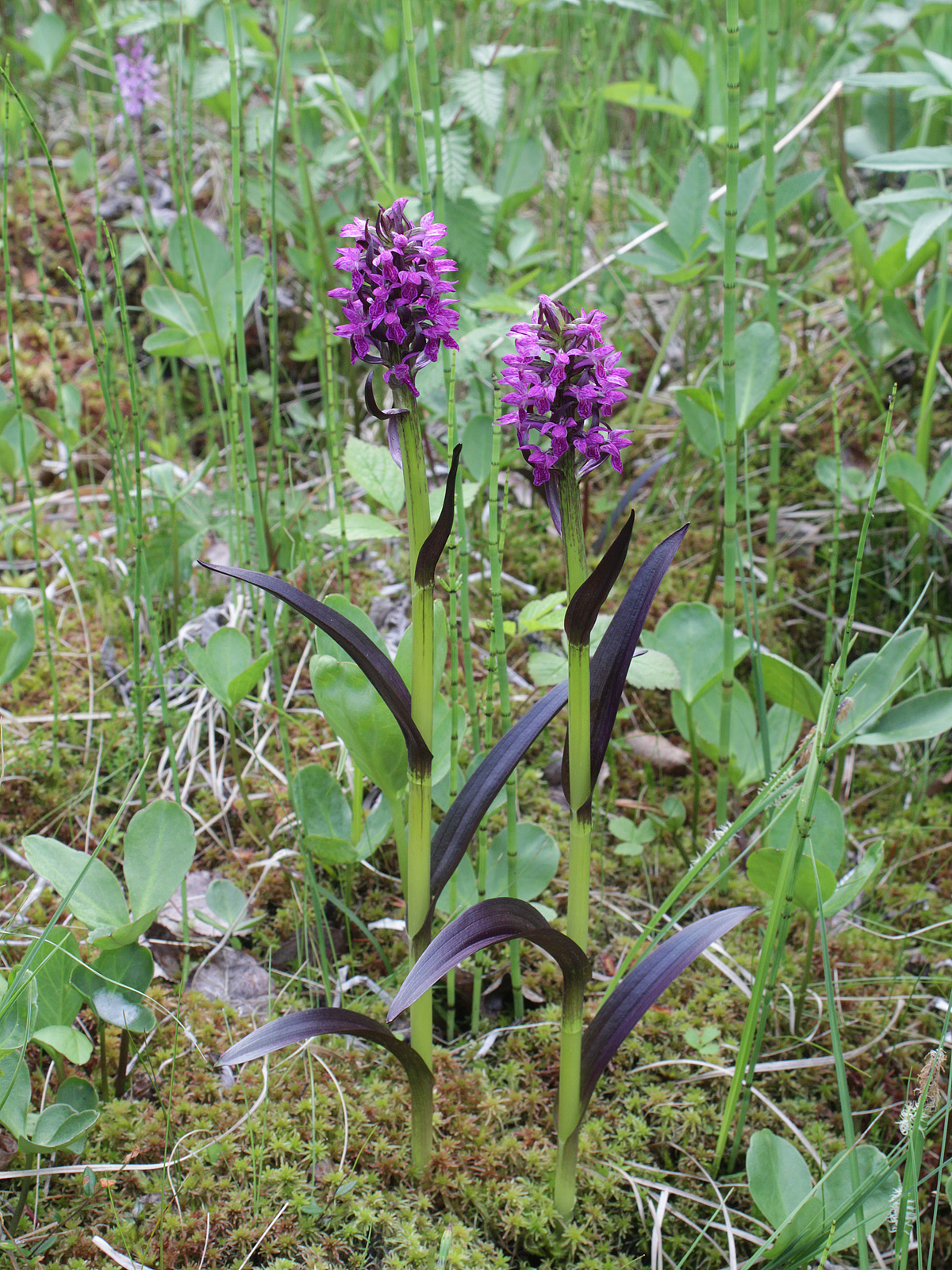
Blutrotes Knabenkraut in Finnland

## Verbreitung und Standort
Die Pflanze ist in Mittel- und Osteuropa anzutreffen; die Verbreitung erstreckt sich von Europa bis in das nordwestliche China. Man findet diese Art in Niedermooren mit kalk- oder basenreichen Böden. In den Alpen ist sie eine Charakterart des Caricetum davallianae aus dem Verband Caricion davallianae.